# Río Negro, Acapetahua
Río Negro är en ort i Mexiko.   Den ligger i kommunen Acapetahua och delstaten Chiapas, i den sydöstra delen av landet, 800 km sydost om huvudstaden Mexico City. Río Negro ligger 10 meter över havet och antalet invånare är 381.
Terrängen runt Río Negro är mycket platt. Runt Río Negro är det ganska tätbefolkat, med 96 invånare per kvadratkilometer. Närmaste större samhälle är Acapeteahua, 9,5 km norr om Río Negro. Omgivningarna runt Río Negro är en mosaik av jordbruksmark och naturlig växtlighet.